# Heinrich Gerhard
Heinrich Gerhard von Gorkhum war ein aus den Niederlanden stammender Bildhauer im späten 16./frühen 17. Jahrhundert, tätig in Augsburg und München.

## Leben
Heinrich Gerhard stammte aus Gorkhum (Gorinchem). Er ist erwähnt in den Baumeisterbüchern der Stadt Augsburg. Danach diente er seinem Bruder Hubert Gerhard als Gehilfe am Augustusbrunnen in Augsburg (1589–1594). 1601 erhielt er für das Gussmodell vom „Cammerhundt“ des Herzogs von Bayern namens Gristan 45 Gulden. Für den Abguss wurden ihm weitere 40 Gulden bezahlt.